# Operapoint
Operapoint – Magazin für Oper und Konzert, unabhängig, publikumsnah (Eigenschreibweise: OPERAPOINT) ist eine deutschsprachige Zeitschrift für Aufführungsrezensionen, Künstlerinterviews und Kommentare zum Kulturgeschehen.
Das Magazin erscheint viermal im Jahr im 30-cm-Format. Die Erstveröffentlichung war 2001. Der ursprüngliche Titelzusatz lautete früher: „Zeitschrift für Oper und Konzert - unabhängig - publikumsnah, zugleich Organ des Vereins zur Pflege klassischer Musik durch Musikliebhaber e.V., Köln“.